# Shinji Maki
Shinji Maki (牧 伸二 Maki Shinji?) (Meguro, Tokio, 26 de septiembre de 1934 - Distrito Ōta, Tokio, 29 de abril de 2013) fue un comediante japonés que tocaba el ukelele.

## Biografía
Maki nació en Meguro, Tokio el 26 de septiembre de 1934. Su verdadero nombre es Moritsune Ōi (大井 守常 Ōi Moritsune?). Su aparición en el espectáculo de vodevil en vivo, "Shirouto Yose" con artistas aficionados establecieron su carrera como comediante independiente. Shuichi Makino (牧野周一) lo entrenó, y le dio su nombre artístico.

### Como comediante
- En 1960, Maki se convirtió en el presentador del programa de radio, "Ukelele Weekly Report" (el título original es "ウクレレ週刊誌") en Nippon Cultural Broadcasting.
- En 1963, Maki recibió Vaudevillian TV (大正テレビ寄席) en TV Asahi.

### Otras actividades
- Maki fue elegido el líder de la Tokyo Vaudevillian Guild en 1999. Él disfrutaba de la pintura y su arte se muestra a menudo en la televisión.

### Muerte
El 29 de abril de 2013, fue encontrado muerto en Distrito Ōta, Tokio.